# Borgo (rione de Roma)
Borgo, a veces llamado I Borghi, es el decimocuarto rione de Roma, indicado con R. XIV.

## Geografía física
El territorio del rione comprende una parte llana, constituida por las arenas aluviales del Tíber, y una zona de colinas, correspondiente a las laderas arcillosas de la colina vaticana. Su planta tiene forma de trapecio.
El rione limita:
- con la Ciudad del Vaticano (plaza de San Pedro) al oeste;
- con el Tíber al este;
- con el rione Prati al norte;
- con el barrio Aurelio al suroeste; y
- con el rione Trastevere al sur.

Administrativamente, Borgo, tras la resolución municipal n.º 11 del 11 de marzo de 2013, ha pasado a formar parte del nuevo Municipio I de Roma. Anteriormente estaba incluido en el antiguo Municipio XVII, junto con el rione Prati y los barrios Trionfale y Della Vittoria.
Aunque ha sufrido fuertes transformaciones urbanísticas durante la primera mitad del siglo xx, Borgo todavía mantiene en la actualidad su significado histórico de vestíbulo de la basílica de San Pedro y de los palacios vaticanos. Las calles principales de este rione discurren en dirección este-oeste y, con la notable excepción de la moderna Via della Conciliazione, no se llaman vie (en singular, via), sino borghi (en singular, borgo).

## Historia

### La época romana:Ager Vaticanus

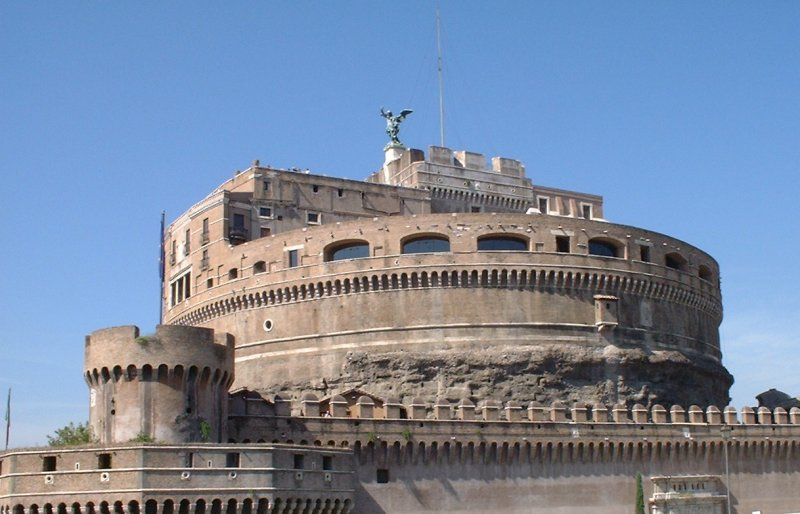
El mausoleo de Adriano constituye el núcleo del Castillo de Sant'Angelo. Los bloques de peperino visibles en la parte baja del tambor datan de la época de Adriano.

Durante la época romana, el territorio de Borgo formaba parte de la decimocuarta regio, Transtiberim, y era llamado Ager Vaticanus, debido a los vaticinios que allí realizaban los augures etruscos. Como se encontraba fuera del pomerium y era palúdico, fue usado como lugar de sepultura. Algunas tumbas alcanzaron proporciones notables: entre ellas, destaca el llamado Terebinthus Neronis, una tumba circular coronada por una alta torre; y la Meta Romuli, una pirámide similar a la Pirámide Cestia conservada junto a la Porta San Paolo, que fue demolida en 1499.
A los pies de la colina vaticana partían dos calzadas romanas: la Vía Cornelia, que se unía a la Vía Aurelia cerca de Tarquinii, y la Vía Triunfal, que se encontraba con la Vía Cassia unos kilómetros al norte. Esta última se llamaba así porque, a partir de Tito, los emperadores romanos la recorrían para entrar en la ciudad cuando celebraban sus triunfos.
Al inicio de la edad imperial, se construyeron magníficas villas y jardines en la zona, como los poseídos respectivamente por Agripina, esposa de Germánico y madre de Calígula (Horti Agrippinae), y por Domicia, esposa de Domiciano (Horti Domitiae), cerca de las laderas del Janículo y del Vaticano.
Calígula construyó en la zona un circo (Circus Gaianus), que fue ampliado posteriormente por Nerón y llamado Circo de Nerón. A lo largo de su spina se erigió el obelisco del Vaticano, que actualmente se encuentra en la plaza de San Pedro. El circo estaba unido a la ciudad mediante un pórtico (porticus). Nerón también sustituyó el puente de madera de la Vía Triunfal por un puente de piedra cuyos restos todavía pueden verse en el Tíber en periodos de sequía, llamado en su honor Puente de Nerón. El emperador Adriano erigió cerca del Tíber un gigantesco mausoleo, que unió a la orilla izquierda mediante otro puente, el Pons Aelius (actual Puente Sant'Angelo).
El suceso que cambiaría para siempre el destino de la zona fue el martirio de san Pedro apóstol a los pies de la colina vaticana en el año 67, durante la primera persecución de los cristianos. El santo fue sepultado en los alredores, y esto hizo del Vaticano un lugar de peregrinación. Junto a la tumba del santo, el papa Anacleto I construyó un oratorio, que en el 324 Constantino sustituyó por una gigantesca basílica dedicada al príncipe de los apóstoles. Esta iglesia, la antigua basílica de San Pedro, se convirtió pronto en uno de los centros neurálgicos de la cristiandad, hasta su destrucción en el siglo xvi, cuando se erigió en su lugar la nueva basílica de San Pedro.

### La Edad Media:Civitas Leonina

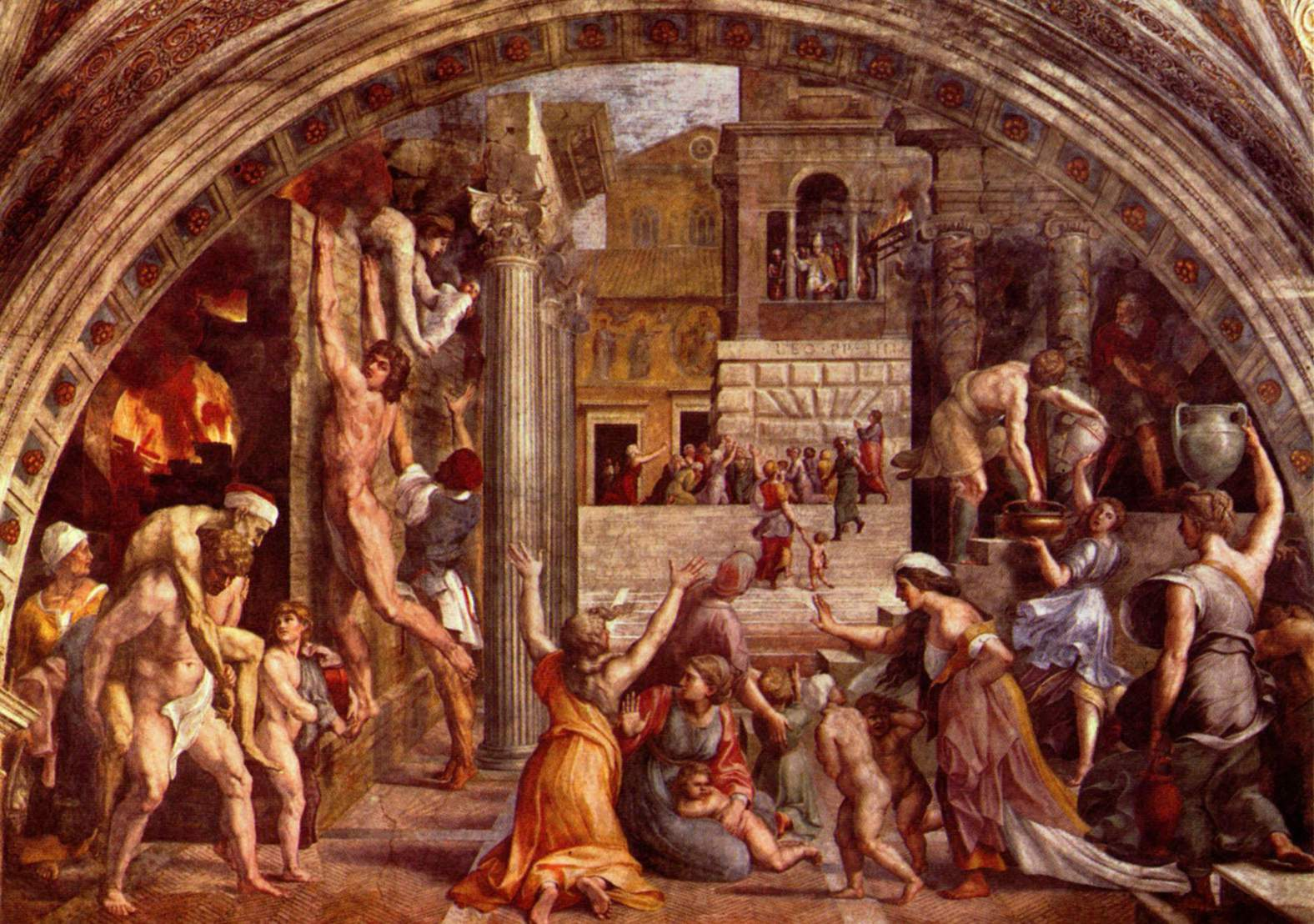
Rafael Sanzio, El incendio del Borgo, fresco en los Museos Vaticanos.

Durante la Alta Edad Media, el Puente de Nerón cayó en mal estado, mientras que el mausoleo de Adriano fue transformado en una fortaleza, el Castillo de Sant'Angelo, cuya posesión aseguraba el control de la ciudad.
Pese a las numerosas guerras e invasiones que devastaron Roma durante esos siglos, el flujo de peregrinos hacia el sepulcro del apóstol nunca cesó. Los peregrinos de la misma nacionalidad se reunían en asociaciones llamadas scholae, cuya misión era asistir a los compatriotas que llegaban a Roma. Las más importantes eran las de los francos, sajones, frisones y lombardos (que se habían convertido al catolicismo a finales del siglo vii). Cada schola poseía un ospitale (edificio donde se hospedaban los recién llegados) y una iglesia. Una de las primeras de ellas —la Schola Saxonum— fue construida durante el siglo viii por Ine de Wessex, rey de los sajones. Ese ospitale se convirtió en el núcleo del futuro Arcispedale di Santo Spirito in Saxia, uno de los hospitales más antiguos y grandes de Roma, fundado por el papa Inocencio III en 1198. Cerca del hospital se erigió la iglesia de Santo Spirito in Sassia. Los peregrinos germánicos dieron a la zona que rodeaba sus scholae el nombre Burg (en alemán antiguo, «centro fortificado»), que, italianizado, se convirtió en el nombre del barrio.

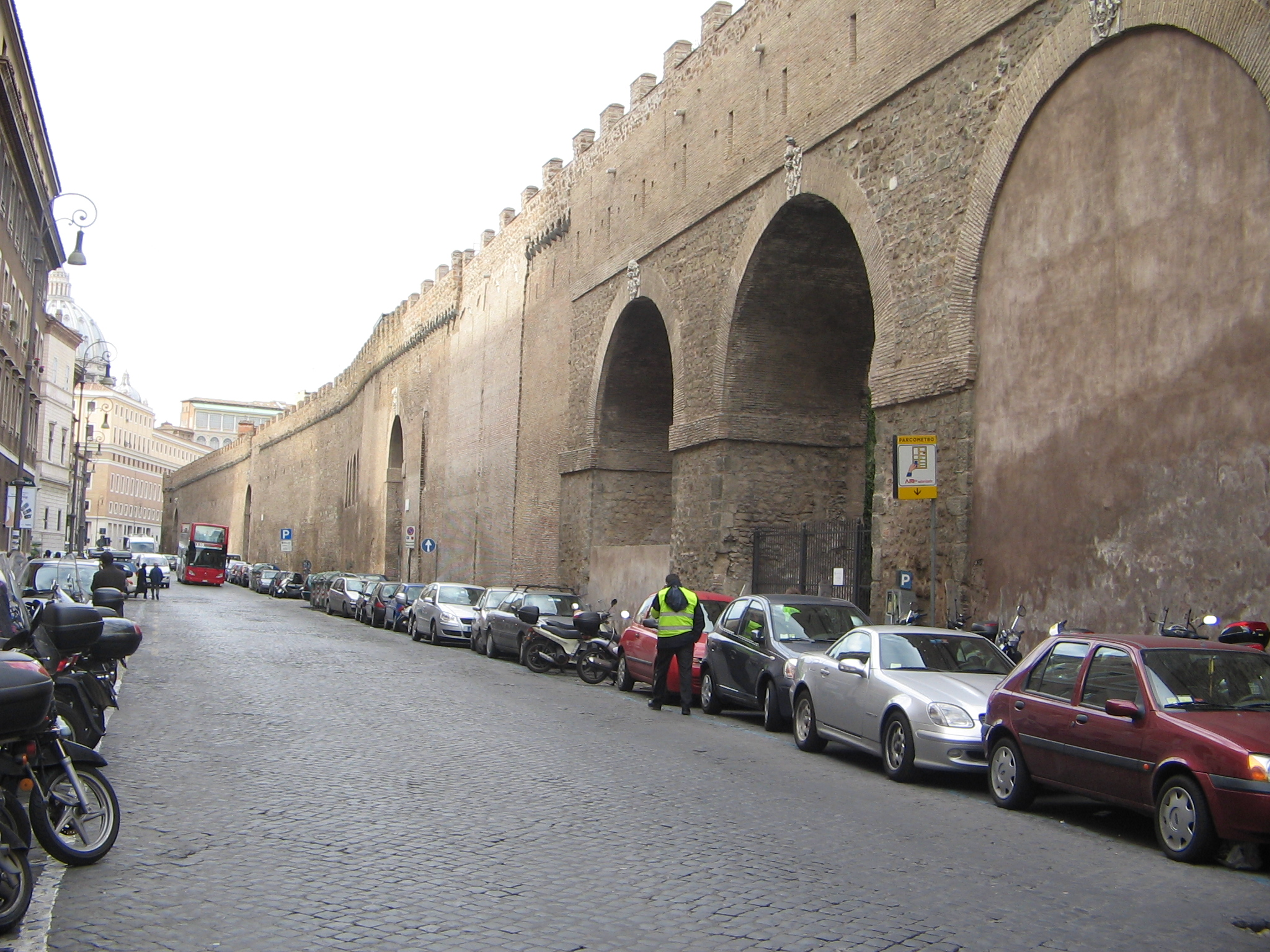
El Passetto, llamado en romanesco er Coridore, visto desde el Borgo Sant'Angelo: al fondo están la Via dei Corridori (el antiguo Borgo dell'Elefante, llamado así debido al elefante Hanno), y la cúpula de la basílica de san Pedro.

Como se encontraba fuera de las murallas aurelianas, Borgo siempre permaneció expuesto a los ataques provenientes del exterior. Durante los siglos viii y ix, el barrio y la basílica fueron saqueados varias veces por los sarracenos, los cuales desembarcaban en Portus (cerca de Ostia, en la desembocadura del Tíber), y devastados por incendios. El del año 847 fue inmortalizado por Rafael Sanzio en el fresco El incendio del Borgo pintado en las Estancias de Rafael de los Museos Vaticanos.
Finalmente, León IV decidió proteger el barrio construyendo las murallas que llevan su nombre. El 27 de junio de 852, el pontífice, acompañado por el clero y el pueblo, dio inicio a las obras caminando descalzo a lo largo del recorrido de las futuras murallas. Posteriormente, para aumentar su población, el papa hizo que se establecieran en Borgo varias familias de corsos. Desde este momento, el barrio dejó de ser considerado parte de la ciudad de Roma, sino una ciudad separada, la ciudad leonina (Civitas Leonina), con magistrados y gobernadores propios. No fue hasta 1586, bajo el papa Sixto V, cuando Borgo volvió a ser parte de Roma, como su decimocuarto rione.
Las murallas leoninas, las cuales incorporaron un muro más antiguo construido por Totila durante la guerra gótica, se conservan todavía entre el Vaticano y el Castillo de Sant'Angelo, donde reciben el nombre de Passetto. Este tramo constituye un pasillo cubierto que, en caso de peligro, podía ser usado —y varios pontífices lo han usado— como vía de escape de la residencia papal al castillo.

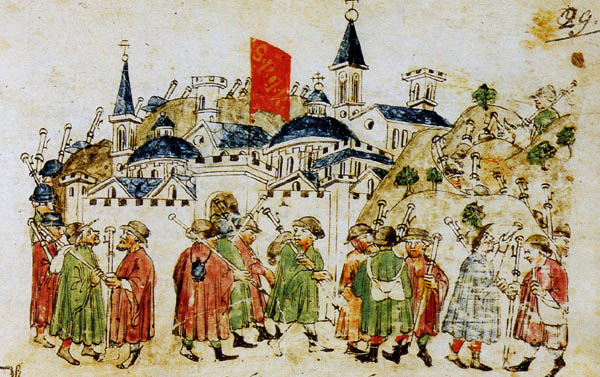
Una miniatura contemporánea que representa a los peregrinos que llegaban a Roma durante el jubileo del 1300. Estos se acercan a la ciudad leonina desde el norte (Prati di Castello). Las colinas al fondo son, de derecha a izquierda, el Monte Mario, el Vaticano y el Janículo.

Durante la Edad Media el barrio estaba escasamente poblado, con casas dispersas, algunas iglesias y muchos huertos. También había varios hornos de ladrillos, los cuales usaban la arcilla abundante en las colinas del Vaticano y el Janículo, y un pequeño puerto fluvial, el Porto Leonino, situado al sur del castillo, usado posteriormente para transportar los bloques de travertino necesarios para la construcción de la nueva basílica de San Pedro.
Los peregrinos que se dirigían a San Pedro provenientes de la orilla izquierda debían atravesar el Puente Sant'Angelo, pasar por una puerta (llamada más tarde Porta Castello), y finalmente recorrer el Borgo dei Sassoni (el actual Borgo Santo Spirito) o el Porticus o Portica (llamado también en esa época Porticus Sancti Petri), el cual estaba todavía en pie. Los que provenían de Trastevere, por la futura Via della Lungara, entraban por la Porta Settimiana (la actual Porta Santo Spirito). Por último, los provenientes del norte (Monte Mario), por la Vía Francígena, entraban a Borgo por la Porta San Pellegrino, también llamada Viridaria debido a su cercanía a los jardines vaticanos.
Durante el primer Jubileo, que tuvo lugar en el 1300 bajo el papa Bonifacio VIII, la ciudad leonina, como recuerda Dante en su Divina comedia, fue visitada por un gran número de peregrinos.
Durante el Papado de Aviñón, Borgo, al igual que toda Roma, entró en decadencia. La Portica se derrumbó, y en su lugar se trazó la calle llamada Borgo Vecchio, también llamado Carriera Martyrum a causa de los mártires que fueron llevados a morir en el Circo de Nerón. En esa época, solo el Borgo Santo Spirito y el Borgo Vecchio permitían alcanzar la basílica de San Pedro a los que provenían de la orilla izquierda.

### El Renacimiento

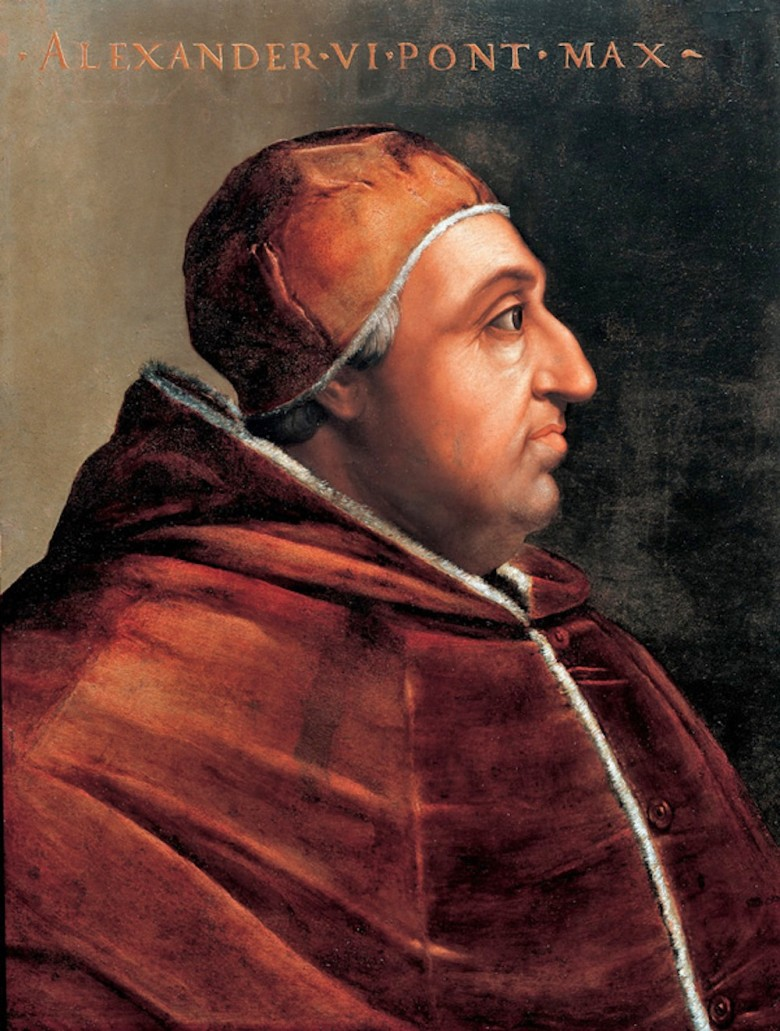
El papa Alejandro VI tuvo un papel importante en el desarrollo de Borgo. El más famoso de sus hijos, César Borgia, vivía en la ciudad leonina.

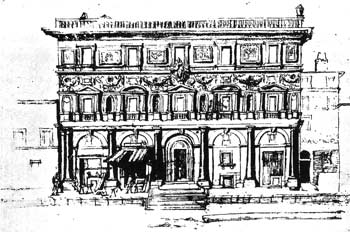
El Palazzo Branconio dell'Aquila, una de las obras maestras del Renacimiento, fue demolido en el siglo xvii para abrir la nueva Piazza Rusticucci, llamada así por el palacio homónimo.

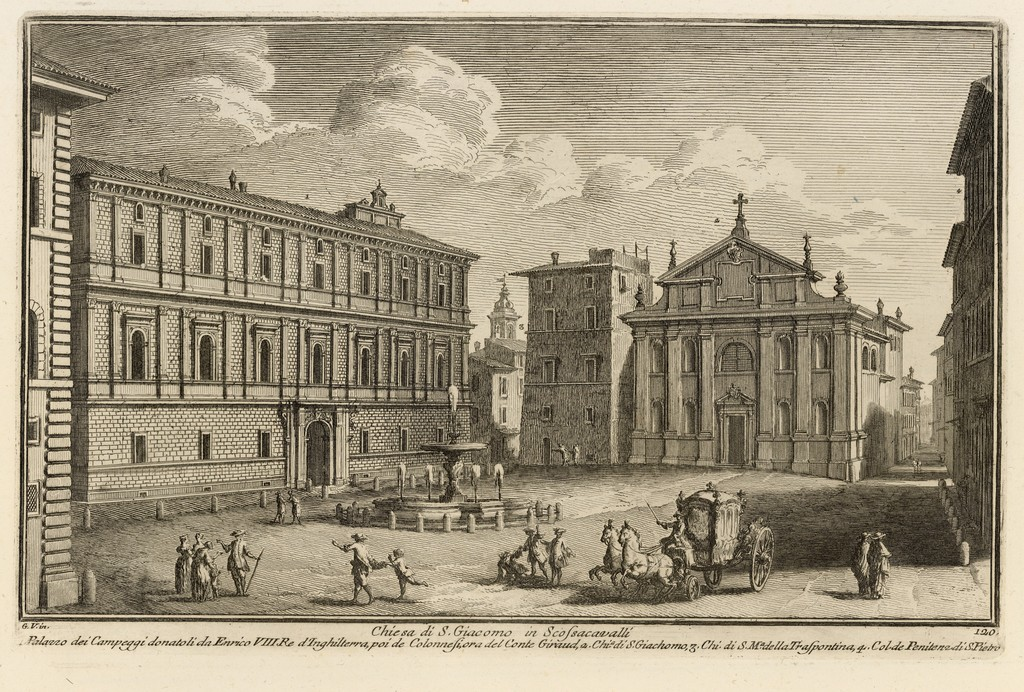
La Piazza Scossacavalli (destruida en 1937) en un grabado del siglo xviii de Giuseppe Vasi. Al fondo puede verse la iglesia de San Giacomo y a la izquierda el Palazzo Giraud. En el centro de la plaza está la fuente de Carlo Maderno, actualmente reconstruida frente a la basílica de Sant'Andrea della Valle, en el rione de Sant'Eustachio.

El resurgir de Borgo empezó con el final del Cisma de Occidente y el inicio del Renacimiento. En esa época, el centro de gravedad de Roma empezaba a trasladarse de los alrededores de la Colina Capitolina, donde se había desarrollado la Roma medieval, a la llanura del Campo de Marte. En esa misma época, los papas abandonaron el complejo de Letrán por el Vaticano, que se convirtió así en el nuevo centro de poder de la Iglesia. La intensa actividad constructiva, y sobre todo la reconstrucción de la basílica de San Pedro, consecuencia de este traslado, atrajo a Borgo a varios artistas, mientras que el renovado flujo de peregrinos estimuló el comercio.
Bajo el papa Nicolás V, Bernardo Rossellino concibió tres calles divergentes dotadas de pórticos que condujeran a la basílica, pero la muerte del pontífice interrumpió el proyecto. El papa Sixto IV abrió una nueva calle paralela al Passetto, llamada en su honor Via Sistina, el actual Borgo Sant'Angelo.
A principios del siglo xvi se construyeron magníficos edificios de estilo severo por encargo de altos prelados y nobles. Los más importantes de ellos son: el Palazzo Branconio dell'Aquila, proyectado por Rafael Sanzio; el Palazzo Caprini de Donato Bramante, posteriormente adquirido por Rafael y convertido en parte del Palacio de la Congregación para las Iglesias Orientales; el Palazzo Castellesi, construido por el cardenal Adriano Castellesi, atribuido a Andrea Bregno o Bramante e inspirado en el Palacio de la Cancillería; y el Palazzo dei Penitenzieri, obra de Baccio Pontelli. Estos tres últimos palacios daban hacia una pequeña plaza (llamada Piazza del Cardinale di San Clemente, posteriormente Piazza Scossacavalli), que se convirtió en la más importante de Borgo.
En el rione también se construyeron elegantes palacetes para los burgueses ricos, como la casa de Febo Brigotti y el Palazzo Jacopo da Brescia, ambos encargados por médicos papales, respectivamente de Paulo III y León X.
En esa época la ciudad leonina también era conocida en toda Roma por sus stufe. Estos edificios, cuya tradición provenía de Alemania (el nombre procede de la palabra alemana stube), eran una mezcla entre unas termas romanas y una sauna, y eran frecuentados a menudo por artistas, los cuales podían estudiar allí los desnudos con comodidad. El propio Rafael tenía una stufa en Borgo, cerca de su palacio.
Para resolver el problema del tráfico, durante el jubileo del 1500 el papa Alejandro VI Borgia abrió una nueva calle, la Via Alexandrina o Recta, más tarde llamada Borgo Nuovo. Tras la creación del Borgo Nuovo al norte de la calle ya existente del Borgo Vecchio, se creó una hilera de casas entre las dos calles, la cual, a causa de su similitud con la línea central de un circo romano, era llamada spina, que estaba interrumpida aproximadamente a la mitad por la Piazza Scossacavalli. A partir de entonces la demolición de la spina se convirtió en un tema recurrente del urbanismo romano. Varios proyectos, empezando por el de Carlo Fontana a finales del siglo xvii, fueron concebidos con este objetivo, hasta cuando, por voluntad de Mussolini y el papa Pío XI, se llevó finalmente a cabo esta idea.
La edad de oro de Borgo alcanzó su apogeo durante el reinado de los dos papas florentinos, León X y Clemente VII, ambos Médici. Bajo este último, el barrio tenía una población de 4926 habitantes, casi todos solteros y no romanos. Nueve de los veinticinco cardenales de la Curia, cada uno de los cuales mantenía una corte de centenares de personas, vivían aquí. Los artistas más importantes de la época (como Rafael) compraron o construyeron sus residencias en Borgo. La única presencia femenina importante era la de las llamadas cortesanas, prostitutas «honestas», las cuales eran amantes de altos prelados y nobles.
Todo esto terminó abruptamente el 6 de mayo de 1527, cuando las tropas de Carlos V irrumpieron en la ciudad leonina y la saquearon sin piedad, dando así inicio al saqueo de Roma. Clemente VII, envuelto en la capa escarlata de Paulo Jovio, que escondía su túnica blanca, huyó con dificultades de su captura a través del Passetto y se encerró en el Castillo de Sant'Angelo, mientras que todos los guardias suizos, excepto los que protegían su huida, fueron asesinados cerca del obelisco.
Pese a este desastre, el barrio se recuperó rápidamente. Paulo III restauró las murallas, haciendo erigir tres nuevos bastiones y la Porta Santo Spirito (obra de Antonio da Sangallo el Joven), nunca completada. Borgo continuó desarrollándose de una manera tal que, en 1565 Pío IV inició la construcción de tres nuevas calles, todas ellas al norte del Passetto, llamadas respectivamente Borgo Pio (por el nombre del pontífice), Borgo Vittorio (por la victoria en Lepanto) y Borgo Angelico (por Angelo, el nombre de bautismo del papa). Para fomentar el nuevo asentamiento, concedió privilegios fiscales a los romanos que se trasladaran a esta zona. Se construyeron nuevas murallas y una puerta monumental (la Porta Angelica) para proteger la nueva zona, la cual fue llamada Civitas Pia en honor al papa. Pío IV también hizo demoler varias iglesias y monasterios: entre ellas, en 1564 fue demolida la antigua iglesia de Santa Maria in Transpontina, la cual se encontraba demasiado cerca del castillo. En 1587 se construyó una nueva iglesia con el mismo nombre a mitad del Borgo Nuovo.

### XIVrionede Roma

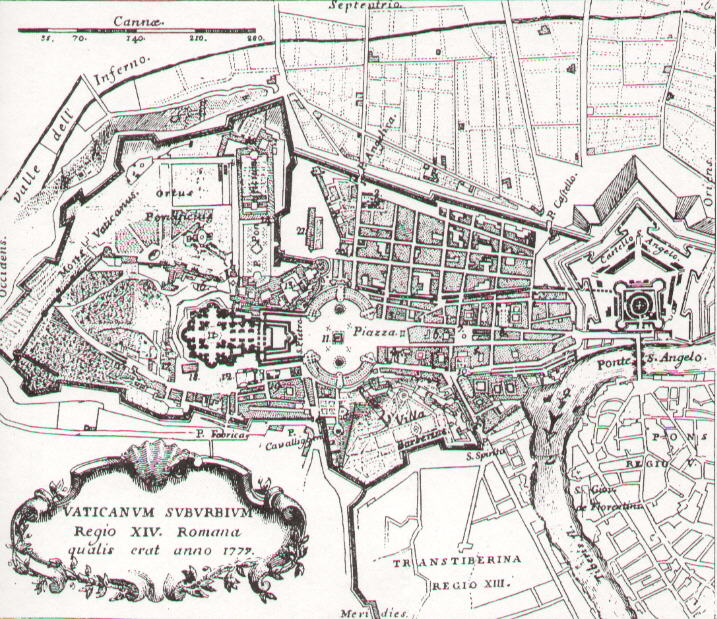
Borgo en 1779 (mapa editado por Monaldini). Las siete calles que irradian del castillo son, de norte a sur, Borgo Angelico, Borgo Vittorio, Borgo Pio, Borgo Sant'Angelo, Borgo Nuovo, Borgo Vecchio y Borgo Santo Spirito.

El 9 de diciembre de 1586 (el año en el cual Domenico Fontana erigió en la plaza de San Pedro el obelisco que antiguamente se encontraba en el Circo de Nerón), el papa Sixto V hizo de Borgo el decimocuarto rione de la ciudad.
A principios del siglo xvii, el papa Paulo V restauró el Aqua Traiana, un antiguo acueducto romano, e hizo construir varias fuentes, entre ellas, la proyectada por Carlo Maderno en la Piazza Scossacavalli, actualmente reconstruida frente a la basílica de Sant'Andrea della Valle.
El papa Alejandro VII, tras la finalización de la columnata proyectada por Gian Lorenzo Bernini (construida entre 1656 y 1665), ordenó la demolición de la primera manzana frente a ella. Así se creó la Piazza Rusticucci, vestíbulo de la plaza de San Pedro. Entre los edificios demolidos se encontraba el Palazzo Branconio.
Durante el siglo xviii y principios del xix la ciudad leonina continuó su existencia pacífica y pudo mantener sus características. La burguesía abandonó el rione por sus nuevos asentamientos en el Campo de Marte; así, Borgo se convirtió en un barrio habitado por gente simple, artesanos o trabajadores del Vaticano, muy devotos pero al mismo tiempo abiertos a las nuevas ideas, y hombres de Iglesia, los cuales apreciaban la cercanía a la Santa Sede.
Muchos vendedores de artículos religiosos, llamados paternostrari o coronari, tenían aquí sus tiendas. En la perifera del barrio, en el Vicolo degli Ombrellari, un callejón cerca del Borgo Pio, estaban concentradas las tiendas de los fabricantes de paraguas, concentradas allí a causa del mal olor que emanaba de la tela barnizada. En el Borgo Vecchio había varias fundiciones pequeñas, especializadas en la fusión de objetos artísticos de bronce. Una industria particular era la de la fabricación de campanas: la última fundición, situada en el Vicolo del Farinone, cerró en torno al 1995, tras unos cuatrocientos cincuenta años de actividad. En Borgo también prosperaban muchas tabernas famosas, donde romanos y peregrinos podían refrescarse. Otra profesión típica de los habitantes de Borgo era la de verdugo. De hecho, el verdugo no podía vivir, ni siquiera cruzar a la orilla izquierda del río (Boia nun passa Ponte, «el verdugo nunca cruza el puente», era un proverbio romano), sino que debía permanecer siempre en la orilla derecha.
El evento anual más importante del rione era la procesión del Corpus Christi, la cual empezaba y terminaba en la basílica de San Pedro y era dirigida por el propio papa. En esta ocasión todos los edificios del rione se adornaban con estandartes y banderas.
Las cosas empezaron a cambiar de nuevo para la ciudad leonina durante la ocupación francesa de Napoleón. El prefecto de Roma, Camille de Tournon, inició la demolición de la spina, pero el proyecto tuvo que ser interrumpido casi inmediatamente a causa de la falta de fondos.
Durante el Risorgimento, Borgo, junto con Trastevere y Monti, fue uno de los rioni donde la opinión pública apoyó con mayor entusiasmo la lucha por la unificación italiana. Inmediatamente después de la toma de Roma del 20 de septiembre de 1870, los italianos ofrecieron al papa la plena soberanía sobre la ciudad leonina y todos sus habitantes, lo que provocó manifestaciones en Borgo. La mañana del 21 de septiembre, mientras se realizaba frente a la Porta San Pancrazio la ceremonia de los honores de la guerra a las unidades papales, el general comandante Raffaele Cadorna recibió la petición del pontífice, primero de forma verbal por parte del embajador prusiano y posteriormente escrita por el general Kanzler, comandante del ejército pontificio, de que enviara tropas italianas a ocupar Borgo para garantizar el orden público, dado que las fuerzas pontificias habían sido desarmadas.
Cadorna, aunque se quejó de que el día anterior había dejado a disposición del papa guardias nobles, palatinos y suizos, además de una compañía de gendarmes pontificios, para evitar sucesos similares, accedió hacer vigilar también por los soldados italianos las calles del rione. Sin embargo, en el plebiscito del 2 de octubre de 1870 se reveló que solo 1566 habitantes de la ciudad leonina votaron a favor de la anexión a Italia, de los 16 590 que tenían derecho al voto. La oferta de mantener el rione extraterritorial y sujeto a la soberanía del papa fue de todos modos rechazada por Pío IX, el cual prefirió declararse prisionero del Estado italiano y encerrarse en el complejo del Vaticano. El decreto real del 11 de octubre de 1870 supuso por tanto el paso de toda la ciudad, sin exclusión alguna, al Reino de Italia.
Después de 1870, las murallas de Pío IV, que protegían el rione por el norte, fueron demolidas junto con la Porta Angelica para facilitar la comunicación con el nuevo rione de Prati. Entre 1886 y 1911, la construcción de un nuevo puente, el Ponte Vittorio Emanuele II, situado justo al norte de las ruinas del Puente de Nerón, unió la nueva arteria del Corso Vittorio Emanuele II con Borgo. En los primeros años del siglo xx se planteó de nuevo devolver el rione, o parte de él, a la soberanía del papa, pero finalmente, con los Pactos de Letrán de 1929, solo la Ciudad del Vaticano se convirtió de iure en un Estado extranjero.

### 1936-1950: la destrucción de laspina

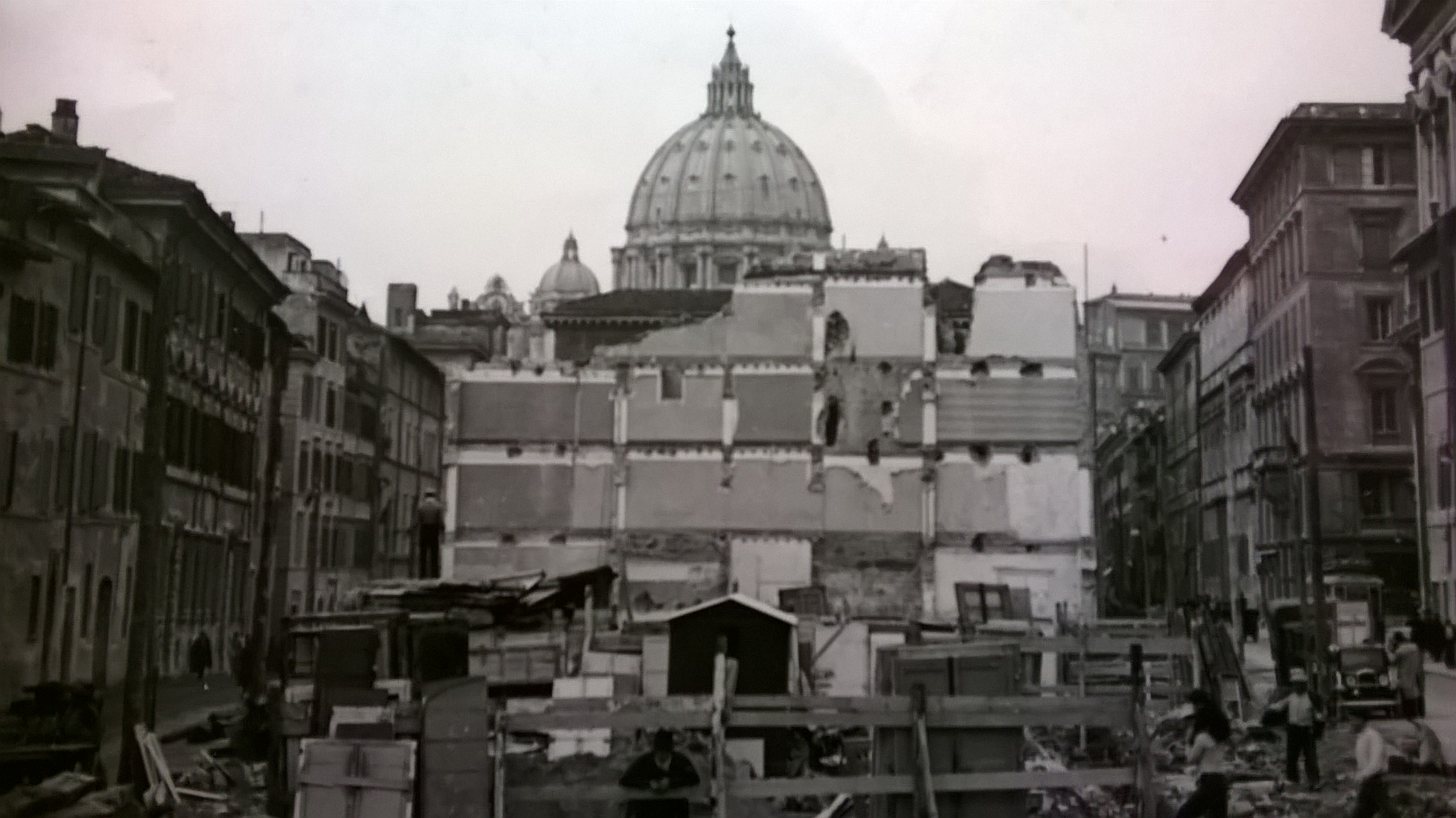
La demolición de la spina de Borgo en 1937.

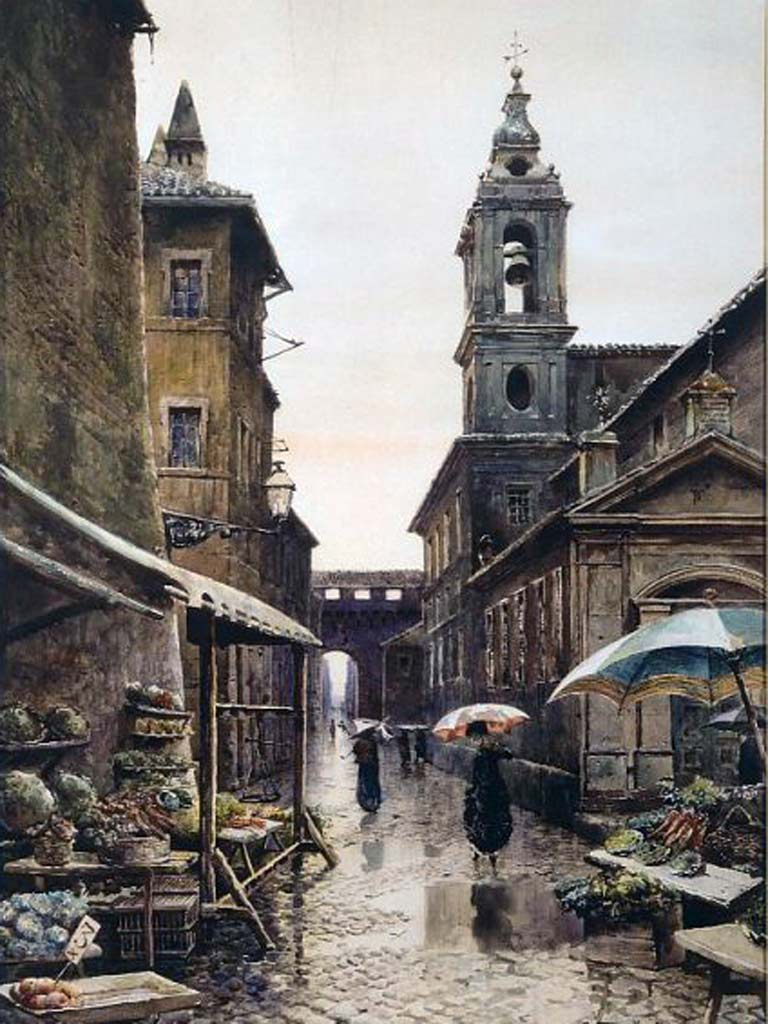
El Vicolo del Campanile di Borgo en una acuarela de Ettore Roesler Franz (ca. 1880). La casa a la izquierda, en primer plano, pertenece a la spina. El campanario es el de Santa Maria in Traspontina, iglesia parroquial de Borgo. En el lado izquierdo de este callejón es visible todavía en la actualidad un raro ejemplo de casa esgrafiada del Renacimiento.

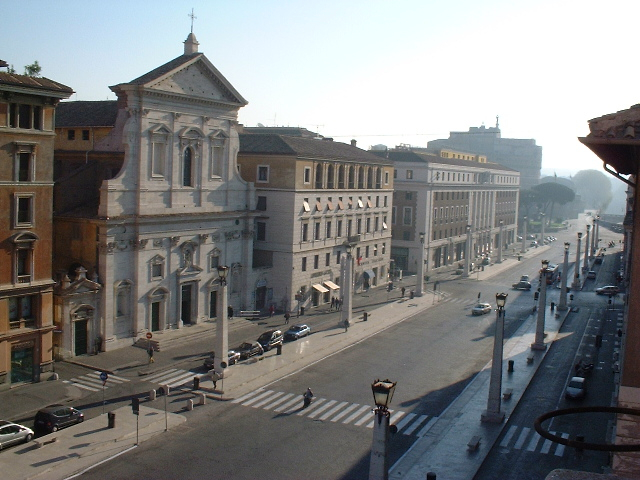
La Via della Conciliazione al amanecer vista desde el Palazzo dei Penitenzieri.

La situación urbanística del rione cambió para siempre en 1936. Ese año el proyecto de demolición de la spina, realizado por los arquitectos Marcello Piacentini y Attilio Spaccarelli, fue aprobado por Mussolini y Pío XI y se inició su ejecución. El acuerdo entre estos dos dirigentes fue posibilitado por el nuevo clima de colaboración entre el Estado italiano y la Iglesia que siguió a la firma de los Pactos de Letrán en 1929 (la «Conciliación»). El 29 de octubre de 1936 el propio Mussolini, de pie sobre un techo de la spina, dio el primer golpe de piqueta.
El 8 de octubre de 1937 la spina había dejado de existir y podía verse la basílica de San Pedro desde el Castillo de Sant'Angelo. A causa de la Segunda Guerra Mundial las obras fueron interrumpidas posteriormente. En la inmediata posguerra, pese a que el clima político y cultural había cambiado, el gobierno italiano y la Santa Sede decidieron completar el proyecto. Se construyeron dos propileos frente a la plaza de San Pedro (en el meridional se encajonó la antigua iglesia de San Lorenzo in Piscibus), y se erigieron dos edificios monumentales al inicio de la calle, hacia el castillo. Las obras fueron terminadas a tiempo para el jubileo de 1950, con la construcción de dos filas de obeliscos, e los romanos bautizaron inmediatamente como «los supositorios».
El resultado fue la demolición de casi todos los edificios del rione situados al sur del Passetto, y en su lugar se abrió una nueva gran arteria, la Via della Conciliazione, así llamada debido al tratado de 1929 entre Italia y la Santa Sede. Unos pocos edificios importantes (como la iglesia de Santa Maria in Traspontina, el Palazzo Torlonia y el Palazzo dei Penitenzieri) fueron conservados porque se encontraban aproximadamente alineados con el trazado de la nueva calle.
Todos los demás fueron demolidos y reconstruidos (como el Palacio de la Congregación para las Iglesias Orientales, reconstruido hacia la Via della Conciliazione, o las casas de Febo Brigotti y Jacopo da Brescia, cuyas fachadas fueron reconstruidas hacia la nueva Via dei Corridori), o bien demolidos y nunca más reconstruidos (como las iglesias de San Giacomo a Scossacavalli y San Michele Arcangelo ai Corridori di Borgo, situadas respectivamente en la Piazza Scossacavalli y a lo largo del Passetto).
Aparte de algunos dibujos, no se efectuó ningún relieve del antiguo barrio. La mayor parte de sus habitantes, cuyas familias habían vivido y trabajado en Borgo durante siglos, fueron deportados a las aldeas planificadas de reciente urbanización, como Acilia. Esto sucedió, entre otras cosas, porque los nuevos edificios construidos a lo largo de la calle no tenían uso residencial, sino que albergaban oficinas, algunas de las cuales del Vaticano.
El juicio sobre todo el proyecto, controvertido desde sus inicios, parece ser actualmente mayoritariamente negativo. Además de la destrucción de muchos edificios históricos y, sobre todo, del tejido social, se ha perdido para siempre la «sorpresa» típica del barroco que cada uno experimentaba cuando, al final de los callejones estrechos y oscuros de Borgo, aparecían repentinamente la enorme plaza y la basílica de San Pedro. Ahora, en su lugar, la basílica aparece en la distancia, aplanada como en una postal, de manera que también se ha perdido el sentido de perspectiva.
Durante los años treinta del siglo xx, también se realizaron extensas obras de demolición en la parte noroeste del rione (Via di Porta Angelica y Via del Mascherino), emprendidas para definir mejor el límite entre Italia y el nuevo Estado de la Ciudad del Vaticano.

### Borgo en la actualidad
A partir de 1950, los borghiciani —así se llaman en romanesco los habitantes de Borgo— que quedan viven al norte del Passetto, donde el barrio ha podido mantener hasta tiempos recientes su carácter popular. También algunos altos prelados siguen eligiendo vivir en la ciudad leonina: el propio cardenal Ratzinger vivió en Borgo Pio durante más de veinte años antes de su elección como papa Benedicto XVI.
Al sur del Passetto el barrio muestra un rostro completamente diferente: aquí se encuentran solamente oficinas (sobre todo del Vaticano), un auditorio y el gran complejo del Ospedale di Santo Spirito, el cual después de más de ochocientos años continúa con su misión. El único vínculo con el pasado son las tiendas de recuerdos de la Via della Conciliazione.
Dos grandes eventos han afectado a Borgo durante los últimos años. En el 2000, el jubileo provocó una pacífica invasión de peregrinos y un boom inmobiliario. Varios apartamentos fueron transformados en residencias para turistas, mientras que muchos artesanos se vieron obligados a dejar el rione y sus tiendas se transformaron en establecimientos de comida rápida y tiendas de recuerdos para turistas. En 2005, durante las semanas que transcurrieron entre la muerte del papa Juan Pablo II y la elección de Benedicto XVI, el rione asistió al tránsito de millones de peregrinos que llegaron a Roma para rendir homenaje al pontífice difunto.

Escudo del rione.

### Escudo
Partido con una franja de gules bordada de argén; en el primero de gules, un león quieto a la derecha de tres montes al natural coronados por una estrella de argén de ocho puntas; en el segundo, terreno al natural.
El león se debe al nombre de ciudad leonina que también recibe el barrio. En una primera versión, el león protegía un cofre, el cual aludía a los tres millones de escudos de plata que el papa había acumulado en el Castillo de Sant'Angelo, y llevaba el lema «Vigilat sacri thesauri custos». Los tres montes y la estrella, junto con un león rampante, también forman parte de la insignia de Sixto V, el papa que hizo de Borgo el decimocuarto rione de Roma.

## Monumentos y lugares de interés

### Arquitectura civil

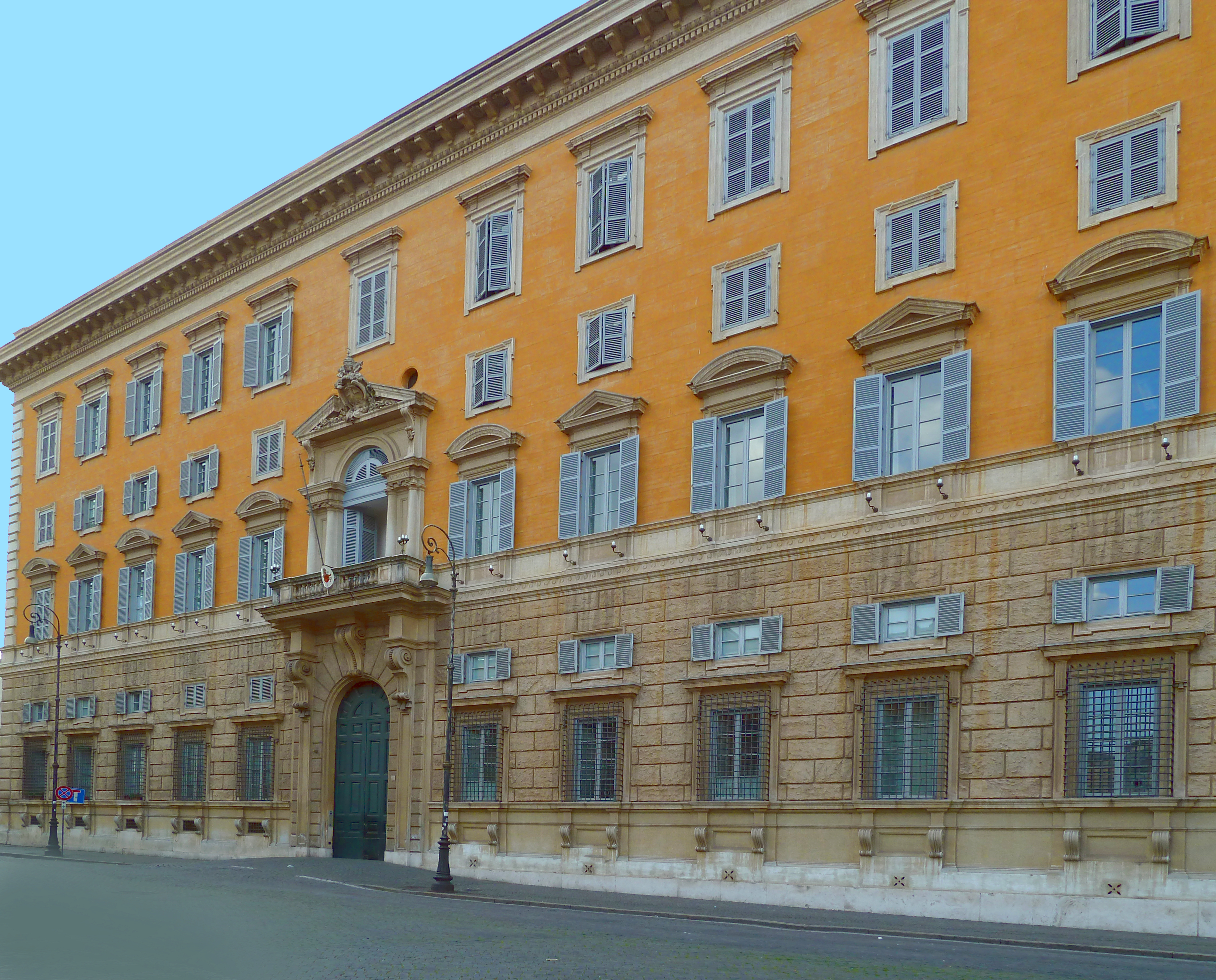
El Palacio del Santo Oficio.

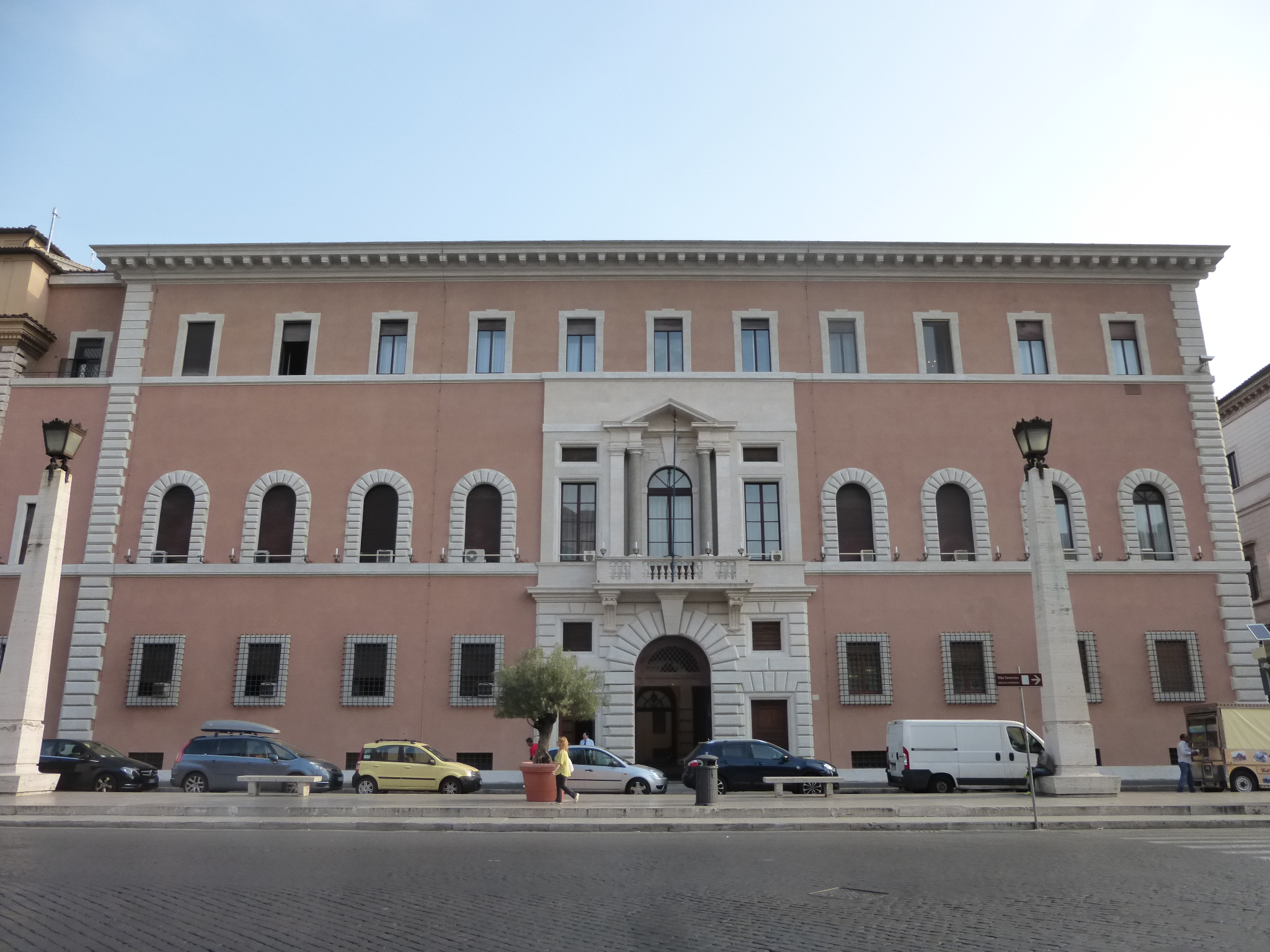
El Palacio de la Congregación para las Iglesias Orientales visto desde la Via della Conciliazione.

- Castillo de Sant'Angelo, en el Lungotevere Castello.
- Arcispedale di Santo Spirito in Saxia, en la Via San Pio X.
- Palazzo Alicorni, en el Borgo Santo Spirito.
- Palazzo Cesi-Armellini, en la Via della Conciliazione.
- Palazzo del Commendatore, en el Borgo Santo Spirito.
- Palacio de la Congregación para las Iglesias Orientales, en la Via della Conciliazione.
- Palazzo Giraud-Torlonia, en la Via della Conciliazione.
- Palazzo dei Penitenzieri, en la Via della Conciliazione.
- Palazzo Rusticucci-Accoramboni, en la Via della Conciliazione.
- Palacio del Santo Oficio, en la Piazza del Sant'Uffizio.
- Palazzo Serristori, en la Via dei Cavalieri del Santo Sepolcro.

Desaparecidos
- Palazzo Branconio dell'Aquila, en el Borgo Nuovo (demolido en 1667).
- Palazzo del Governatore di Borgo, en el Borgo Nuovo (demolido en 1936-37).
- Ospedale di San Carlo, en el Borgo Vecchio y Borgo Santo Spirito (demolido en 1939).

### Arquitectura religiosa

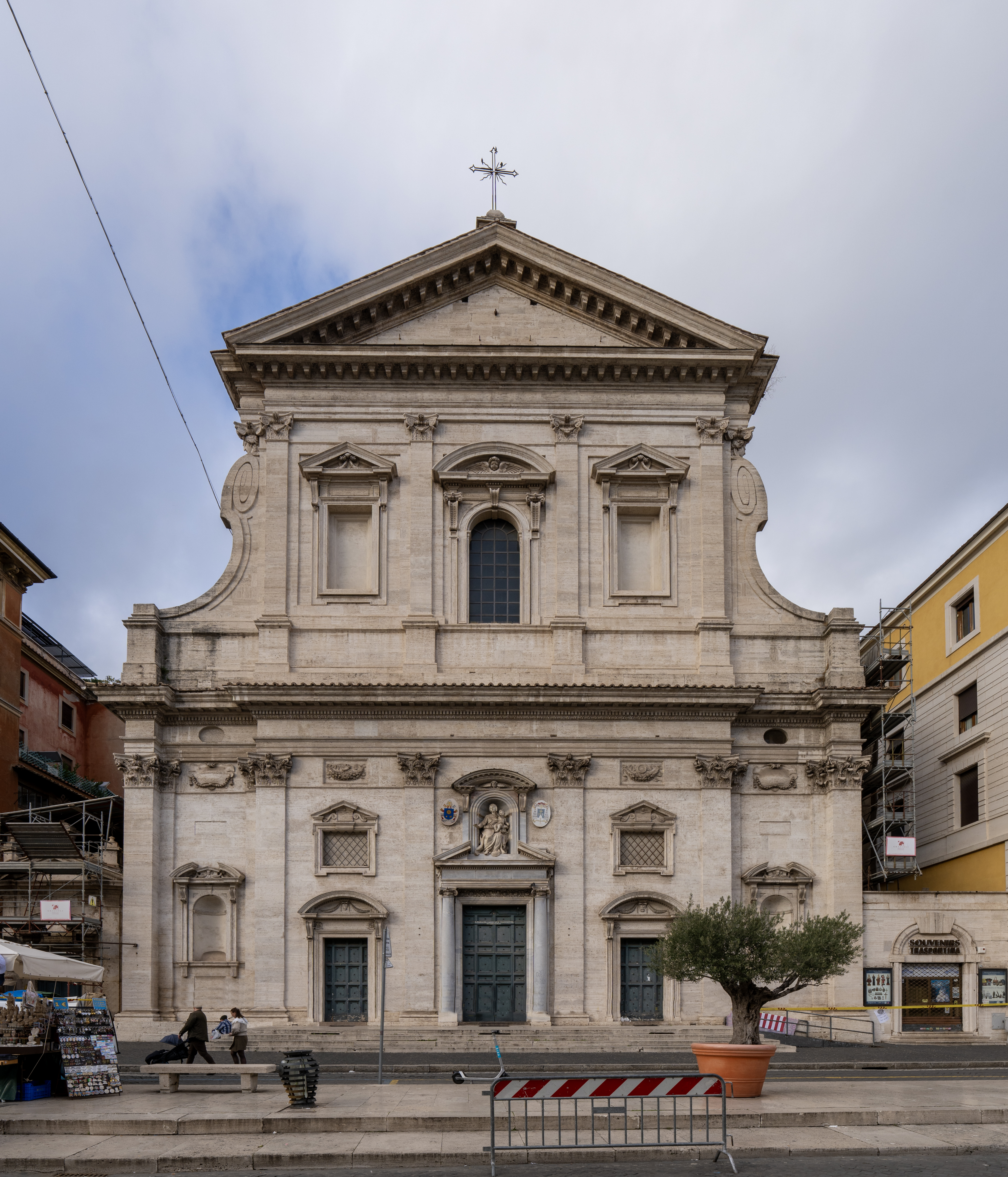
La iglesia de Santa Maria in Traspontina, obra de Giovanni Sallustio Peruzzi, es la única iglesia de Roma cuya cúpula no tiene tambor. La altura más baja alcanzada de esta manera permitía a los artilleros del castillo (los cuales poseían una capilla en la iglesia) ejercitarse tirando hacia el Janículo.

- Iglesia de Santa Maria in Transpontina
- Iglesia de Santo Spirito in Sassia
- Iglesia de los santos Miguel y Magno (zona extraterritorial)
- Iglesia de Santa Maria Annunziata in Borgo (demolida y reconstruida)
- Capilla de Santa Mónica
- Iglesia de San Lorenzo in Piscibus
- Iglesia de Nuestra Señora de la Piedad en el Cementerio Alemán (zona extraterritorial)
- Iglesia de San Pietro in Borgo (zona extraterritorial)

Desaparecidas
- Iglesia de Santa Maria della Febbre
- Iglesia de San Giacomo a Scossacavalli (demolida en 1937)
- Iglesia de Santa Maria delle Grazie a Porta Angelica (demolida en 1939)
- Iglesia de Santa Maria della Purità (demolida entre 1937 y 1940)
- Iglesia de San Michele Arcangelo ai Corridori di Borgo (demolida en 1939)

### Puertas
- Porta Angelica (demolida)
- Porta Castello
- Porta Santo Spirito

### Puentes
- Puente Sant'Angelo
- Ponte Vittorio Emanuele II

### Otro
- Passetto
- Murallas leoninas
- Fontana delle Palle di Cannone (Fuente de las Bolas de Cañón) de Pietro Lombardi
- Palazzolo

## Transporte
Se puede alcanzar el barrio desde la estación Ottaviano - San Pietro - Musei Vaticani del Metro de Roma.